# رامون کابررو
رامون کابررو (انگلیسی: Ramón Cabrero; ۱۱ نوامبر ۱۹۴۷ – ۱ نوامبر ۲۰۱۷) بازیکن فوتبال اهل آرژانتین بود.
از باشگاه‌هایی که در آن بازی کرده‌است می‌توان به باشگاه ورزشی رئال مایورکا، باشگاه فوتبال اتلتیکو مادرید، باشگاه فوتبال لانوس، باشگاه فوتبال نیولز اولد بویز، و باشگاه فوتبال الچه اشاره کرد.